# Багдадский вор (фильм, 1940)
«Багдадский вор» (англ. The Thief of Bagdad (1940) — цветная британская остросюжетная сказка для семейного просмотра. Снята по мотивам сборника «1001 ночи» Людвигом Бергером, Майклом Пауэллом и Тимом Уэланом. Продюсером выступил Александр Корда. Предшественником картины Корды был немой фильм 1924 года, однако сюжеты этих фильмов значительно отличаются.
Фильм имел огромный успех у зрителей, в том числе советских, завоевав три премии «Оскар» (операторская работа, работа художника и спецэффекты) при четырёх номинациях.
По версии Американского института киноискусства фильм занимает 9-е место в списке «10 фэнтези-фильмов» списка 10 фильмов из 10 жанров.

## Сюжет
Древняя Басра. Колдун Джаффар (Конрад Фейдт) прибывает на корабле в Багдад. Молодой слепой нищий с необычайно умной собакой приглашается во дворец по приказу колдуна его наложницей Халимой. Джаффар навещает принцессу, которую поразил волшебный сон. Лекарь говорит, что лишь слепой исцелит девушку. Юноша называет своё имя — Ахмад, и рассказывают свою историю:
«Жил-был царь, сын царя, потомок сотен царей. Богатство его было несметно, власть — абсолютна. А этот пёс был не пёс, а юноша, который жил в Багдаде и пришёлся по сердцу царю, хотя он был тогда всего лишь воришкой…» Далее, как обычно в сказках «Тысячи и одной ночи», идёт встроенный рассказ про молодого султана Ахмада (Джон Джастин), внука Гаруна аль-Рашида.
«Увы» — продолжает рассказ нищий, «этим всесильным человеком был я. У меня было 365 жён, но в сердце моём не было любви… между мной и моим народом всегда стоял великий визирь Джаффар».
Злой Джаффар замыслил свергнуть доброго багдадского султана Ахмада. Он подговорил Ахмада переодеться нищим и побродить по Багдаду, как любил делать его дед-халиф. Выясняется, что народ не любит султана. Один старик проповедует перед толпой о том, что вскоре прибудет освободитель — «…ибо однажды в небесах вы узрите отрока, нищего из нищих, верхом на облаке, столь же прочном, как заснеженные горы, и оттуда с небес он поразит тирана стрелой справедливости». Джаффар велит арестовать и казнить Ахмада как безумного самозванца, выдающего себя за правителя, и казнить всех его приспешников.
В тюрьме Ахмад встречает мелкого воришку Абу (Сабу), которого наутро также ждёт казнь. Абу удаётся организовать их побег. Друзья на лодке направляются в Басру. Внезапно стража верхом на лошадях разгоняет горожан кнутами и стрелами, так как сопровождают принцессу, которую до замужества никто не должен видеть. Ахмад замечает принцессу (Джун Дюпре) верхом на слоне. Он отказывается отплыть на корабле Синдбада-Морехода, отправляющегося со следующим приливом, мечтая вновь увидеть ту, которая покорила его сердце. Ахмад пробирается во дворец и скрывается на дереве. Принцесса, решив искупаться, внезапно видит в воде лицо Ахмада, в шутку представившегося джинном. Молодые люди влюбляются друг в друга с первого взгляда и целуются, назначая завтрашнее свидание.
На следующий день узурпатор Джаффар прибыл с визитом к султану Басры. Волшебник также претендует на руку красавицы. Он дарит её отцу (Майлс Маллесон), любителю и коллекционеру механических игрушек, волшебного летучего коня, и взамен получает от восхищённого султана согласие на брак. Девушка решает бежать к сестре в Самарканд, за море, и приказывает служанкам сообщить об этом Ахмаду. Встретив бывшего повелителя, пойманного в саду, Джаффар колдовством ослепляет его, а Абу превращает в собаку. При этом он говорит, что колдовство будет снято только тогда, когда принцесса будет в его, Джаффара, объятиях.
«Теперь, о мои благодетели, вы знаете, почему слепой и собака бродят по белу свету, мало на что надеясь. Но совсем без надежды не было бы ничего, а Аллах милостив», — заканчивает свою историю Ахмад.
От Халиме он узнаёт, что принцесса была схвачена пиратами и продана на невольничьем рынке Джаффару, но впала в глубокое забытье, из которого её может вывести только «джинн». Джаффар организует встречу влюблённых, а после пробуждения хитростью увозит принцессу на корабле в Багдад, приказав выбросить пса за борт. Чтобы снять колдовство, она соглашается на его объятия. Прозрев, Ахмад вместе с Абу пытается нагнать колдуна, но Джаффар вызывает шторм, и их лодка терпит крушение. Волны выбрасывают друзей на разные острова. Принцесса приказывает Джаффару плыть в Басру, где возвращается в завядший сад. Отец обещает дочери, что пока он жив, она не поедет в Багдад с колдуном. Услышав об этом, узурпатор дарит султану очередной подарок — танцующую Серебряную деву, шестирукую женскую версию Шивы. По совету Джаффара султан даёт себя обнять и получает кинжал в спину. Колдун возвращается в Багдад.
Бродя по своему острову, Абу находит бутылку, из которой с криком «Свободен!» выходит чёрный столб дыма, преобразующийся в огромного джинна (Рекс Ингрэм). За две тысячи лет заточения он ожесточился и поклялся убить своего освободителя, но хитроумный вор находит способ заманить его обратно. Джинн клянётся не причинять ему вреда и обещает за свободу исполнить три желания. Первым желанием Абу стало утолить голод. Далее Абу хочет знать, где находится Ахмад. Джинн отвечает, что для этого надо иметь Всевидящее Око, которое находится в храме на высочайшей горе мира.
Держась за косичку гиганта, Абу совершает полёт к храму, поднимается по гигантской паутине, избавляется от чудовищного паука-стража, перерубив нить, на которой тот держался, и завладевает волшебным самоцветом. Узнав местоположение Ахмада (которого волны вынесли на другой остров), джинн доставляет туда Абу, друзья воссоединяются. Второе желание исполнено. Око показывает Ахмаду, что Джаффар, не в силах завоевать сердце принцессы, решил прибегнуть к колдовству. Вернувшись в Басру, он вручает принцессе Синюю розу забвения, аромат которой стирает воспоминания. Абу неосторожно выражает пожелание, чтобы Ахмад был там и вернул принцессе память о её любви. Джинн исполняет эти слова как третье желание и с ликующим криком «Свободен!» улетает, оставляя Абу на острове.
Слуги Джаффара берут Ахмада в плен и бросают в темницу. Принцесса, память которой вернулась, присоединяется к нему. Наутро назначена их казнь, влюблённых приковывают друг напротив друга. Абу видит всё это в самоцвете, слышит слова прощания, в отчаянии разбивает Всевидящее Око и тут же попадает в сказочную страну. Там он встречает добродушного старого повелителя Страны Легенд (Мортон Селтен). Он и остальные представители Золотого века окаменели, устав видеть «зло, творимое людьми, едва они перестали быть детьми и верить в прелесть невозможного. Но как только детское сердце возвращается к нам и входит в нас — мы оживаем». Повелитель предлагает Абу стать его преемником и дарит ему самострел, который поможет освободить друга. Юноша крадёт ковёр-самолёт повелителя (последний раз в жизни, как он обещает Аллаху), и с волшебным самострелом в руках устремляется на помощь Ахмаду. Всё это видит улыбающийся повелитель.
Абу успевает в самый момент казни, убивает палача и освобождает Ахмада. Уставший от гнёта народ Басры, видя сбывшееся пророчество, восстаёт против тирана. Джаффар пытается скрыться на летучем коне, но стрела Абу находит свою цель.
Ахмад возвращается на престол и женится на принцессе. Он собирается отдать Абу в лучшую школу Багдада и со временем сделать из него мудрого визиря. Устрашённый этой перспективой юноша, облачённый в роскошную одежду, садится на ковёр-самолёт и отправляется на поиски новых приключений. Все машут ему на прощание.

## В ролях
- Конрад Фейдт — визирь Джаффар, советник султана
- Сабу — Абу, мелкий вор
- Джон Джастин — Ахмад, султан Багдада
- Джун Дюпре — принцесса, дочь султана Басры
- Рекс Ингрэм — джинн
- Майлс Маллесон — султан Басры
- Мортон Селтен — повелитель Страны Легенд

## Награды
Премия «Оскар» 1941:
- Лучшая работа художника-постановщика (цветной фильм) (Винсент Корда)
- Лучшая операторская работа (цветной фильм) (Жорж Периналь)
- Лучшие спецэффекты (Лоуренс Батлер, Джек Уитни)

Номинация:
- Лучшая оригинальная музыка к фильму (Миклош Рожа).

## История
«Багдадский вор» начал сниматься в Великобритании, но после начала войны съёмки были перенесены в Калифорнию. Эпизоды с похищением Всевидящего Ока снимались в Большом Каньоне. Первоначально Корда планировал на роль принцессы Вивьен Ли, но та отказалась и уехала в Голливуд. Когда сам Корда прибыл в Калифорнию, менять исполнительницу не стали. Вивьен Ли с успехом снялась в следующем фильме Корды — «Леди Гамильтон» (1941).
В СССР иногда встречалось определение фильма как трофейного, но это не так. Фильмы «Багдадский вор», «Леди Гамильтон» и «Книга джунглей» Корда в годы войны подарил Советскому Союзу в знак признательности за его вклад в борьбу с нацизмом. В советском прокате фильм показывался с субтитрами, при этом титры и название были целиком переведены на русский язык.
«Багдадский вор» стал одним из первых фильмов, при создании которых использовалась технология хромакей (в частности, применялась при съемках сцены появления джинна), разработанная в начале 1930-х годов Линвудом Данном, работавшим в компании RKO Radio Pictures. В ходе создания фильма Ларри Батлер, отвечавший за создание новаторских для того времени спецэффектов, существенно её усовершенствовал и впоследствии был награждён «Оскаром» за лучшие визуальные эффекты.
По словам Кристофера Ли в интервью программе «100 лет ужаса», визирь Джаффар в исполнении Конрада Фейдта из «Багдадского вора» его любимая роль и любимый фильм его юности.

## Премьеры
- — 14 октября 1940 года премьера нового фильма состоялась в городке Уорм-Спрингс[англ.], штат Джорджия. Спустя три дня, 17 октября премьера фильма прошла в Голливуде (Лос-Анджелес), а 5 декабря того же года — в Нью-Йорке. С 25 декабря 1940 года кинолента демонстрировалась на всей территории Соединённых Штатов[5].
- — 23 декабря 1940 года премьера фильма прошла в Лондоне, а с 25 декабря фильм демонстрировался в кинотеатрах всего королевства[5].
- — подаренный Советскому Союзу продюсером Александром Корда фильм был субтитрован в Англии, и с 1 марта 1944 года демонстрировался в советском прокате[комм. 1][6].
- — кинолента была подарена советским людям в бессрочное пользование, поэтому тираж фильмокопий можно было делать без ограничений, чем и воспользовались в нашей стране, выпустив фильм в повторный прокат 12 сентября 1954 года[комм. 2][6].
- — в 1989 году фильм был восстановлен на киностудии «Мосфильм» и выпущен в третий раз в советский прокат в июне 1990 года[комм. 3][6].
- — В России в начале 2000-х годов фильм выпущен на VHS-кассетах компанией «Светла». На DVD он выпущен той же компанией.

## Комментарии
1. ↑  В советском прокате фильм демонстрировался с 1 марта 1944 года, р/у Госкино СССР № 909/44, субтитры (cделаны в Англии) — 1944 г.
2. ↑  В повторный прокат фильм вышел с 12 сентября 1954 года, р/у Госкино СССР № 986/54, субтитры те же, сделанные в Англии в 1944 году — опубликовано: «Аннотированный каталог фильмов действующего фонда: Художественные фильмы», М.: «Искусство»-1963, С. 14.
3. ↑  П/у Госкино СССР № 1815189.